# Libérez la bête
Albums de Casey
Ennemi de l'Ordre
(2009)
Libérez La Bête est le troisième album solo de la rappeuse française Casey, sorti le 8 mars 2010 et écoulé à 12000 exemplaires. L'album traite notamment de l'actualité des enjeux postcoloniaux.
Les Inrocks qualifient l'album de « dense et parfaitement stylé », soulignant la colère qui traverse les textes ainsi que la qualité de l'écriture, tandis que L'Humanité souligne un « ton très provocant », « subversif ».

## Liste des titres
1. Premier Rugissement (Casey / Laloo)
2. Regard Glacé (Casey / Héry)
3. Créature Ratée (Casey / Laloo)
4. Rêves Illimités (Casey / Héry)
5. Mon Plus Bel Hommage (Casey / Laloo)
6. A La Gloire De Mon Glaire (Casey / Laloo)
7. Interlude (Héry)
8. Apprends A T'Taire (Casey / Laloo)
9. Aux Ordres Du Maitre (Casey feat. Al / Laloo)
10. Marié Aux Tours (Casey / Laloo)
11. Primates Des Caraïbes (Casey feat B.James & Prodige / Héry)
12. Sac De Sucre (Casey / Héry)
13. Libérez La Bête (Casey / Héry)